# Olympische Sommerspiele 1976/Leichtathletik – Weitsprung (Frauen)

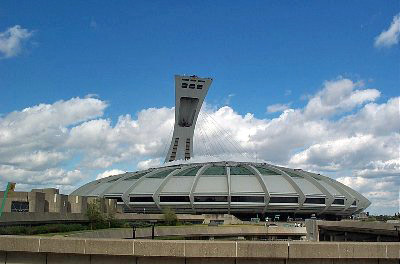
Das Olympiastadion in Montreal

Der Weitsprung der Frauen bei den Olympischen Spielen 1976 in Montreal wurde am 23. Juli 1976 im Olympiastadion Montreal ausgetragen. Dreißig Athletinnen nahmen teil.
Olympiasiegerin wurde Angela Voigt, frühere Angela Schmalfeld, aus der DDR. Sie gewann vor der US-Amerikanerin Kathy McMillan und Lidija Alfejewa aus der Sowjetunion.
Neben der Siegerin Voigt starteten für die DDR außerdem Siegrun Siegl, frühere Siegrun Thon, und Heidemarie Wycisk. Beide erreichten das Finale. Siegl wurde Vierte, Wycisk Siebte.

Für die Bundesrepublik Deutschland ging Christa Striezel, frühere Christa Herzog, an den Start. Sie scheiterte in der Qualifikation.

Springerinnen aus der Schweiz, Österreich und Liechtenstein nahmen nicht teil.

## Bestehende Rekorde
| Weltrekord         | 6,99 m | Siegrun Siegl ( DDR)             | Dresden, DDR (heute Deutschland) | 19. Mai 1976     |
| Olympischer Rekord | 6,82 m | Viorica Viscopoleanu ( Rumänien) | Finale OS Mexiko-Stadt, Mexiko   | 14. Oktober 1968 |

Der bestehende olympische Rekord wurde bei diesen Spielen nicht erreicht. Mit ihrem weitesten Sprung verfehlte die Olympiasiegerin Angela Voigt aus der DDR diesen Rekord um zehn Zentimeter. Zum Weltrekord fehlten ihr 27 Zentimeter.

## Durchführung des Wettbewerbs
Die Springerinnen traten am 23. Juli in zwei Gruppen zu einer Qualifikationsrunde an. Sechs Wettbewerberinnen – hellblau unterlegt – übertrafen die direkte Finalqualifikationsweite von 6,30 m. Damit war die Mindestanzahl von zwölf Finalteilnehmerinnen nicht erreicht und das Finalfeld wurde mit weiteren sechs Athletinnen – hellgrün unterlegt – nach den nächstbesten Weiten auf zwölf Teilnehmerinnen aufgefüllt. Das Finale wurde am Nachmittag desselben ausgetragen.

## Zeitplan
23. Juli, 10:00 Uhr: Qualifikation

23. Juli, 15:30 Uhr: Finale
Anmerkung:
Alle Zeiten sind in Ortszeit Montreal (UTC−5) angegeben.

## Legende
Kurze Übersicht zur Bedeutung der Symbolik – so üblicherweise auch in sonstigen Veröffentlichungen verwendet:
| – | verzichtet |
| x | ungültig   |

## Qualifikation
Datum: 23. Juli 1976, ab 10:00 Uhr

### Gruppe A
Mit Graziella Santini nahm erstmals eine Leichtathletin aus San Marino an Olympischen Spielen teil.
| Platz | Name                | Nation           | 1. Versuch (m) Wind (m/s) | 2. Versuch (m) Wind (m/s) | 3. Versuch (m) Wind (m/s) | Resultat (m) |
| 1     | Angela Voigt        | DDR              | 6,44 / +0,1               | –                         | –                         | 6,44         |
| 2     | Siegrun Siegl       | DDR              | 5,89 / +1,1               | 6,16 / ±0,0               | 6,42 / ±0,0               | 6,42         |
| 3     | Heidemarie Wycisk   | DDR              | 6,42 / ±0,0               | –                         | –                         | 6,42         |
| 4     | Jarmila Nygrýnová   | Tschechoslowakei | 6,41 / +0,7               | –                         | –                         | 6,41         |
| 5     | Elena Vintilă       | Rumänien         | 5,61 / +0,5               | 6,28 / ±0,0               | 6,16 / ±0,0               | 6,28         |
| 6     | Kathy McMillan      | USA              | x                         | 6,21 / +0,3               | 6,25 / +0,3               | 6,25         |
| 7     | Lilijana Panajotowa | Bulgarien        | 6,22 / ±0,0               | 6,17 / ±0,0               | 6,17 / +0,5               | 6,22         |
| 8     | Anikó Milassin      | Ungarn           | 5,93 / +0,2               | 5,82 / ±0,0               | 6,22 / +0,2               | 6,22         |
| 9     | Ana Alexander       | Kuba             | 6,11 / ±0,0               | x                         | 6,20 / +0,3               | 6,20         |
| 10    | Ekaterina Nedewa    | Bulgarien        | x                         | 5,91 / +0,2               | 6,16 / +0,8               | 6,16         |
| 11    | Doina Spînu         | Rumänien         | 5,89 / +0,5               | x                         | 6,06 / +0,3               | 6,06         |
| 12    | Ilona Bruzsenyák    | Ungarn           | 5,80 / ±0,0               | 6,02 / +0,7               | x                         | 6,02         |
| 13    | Myra Nimmo          | Großbritannien   | 5,90 / +0,7               | x                         | 5,94 / +0,2               | 5,94         |
| 14    | Miriama Tuisorisori | Fidschi          | 5,79 / +0,6               | x                         | 5,49 / +0,8               | 5,79         |
| 15    | Shonel Ferguson     | Bahamas          | 4,61 / ±0,0               | 5,17 / +0,1               | 5,62 / +0,6               | 5,62         |
| 16    | Graziella Santini   | San Marino       | x                         | x                         | 4,90 / ±0,0               | 4,90         |

### Gruppe B

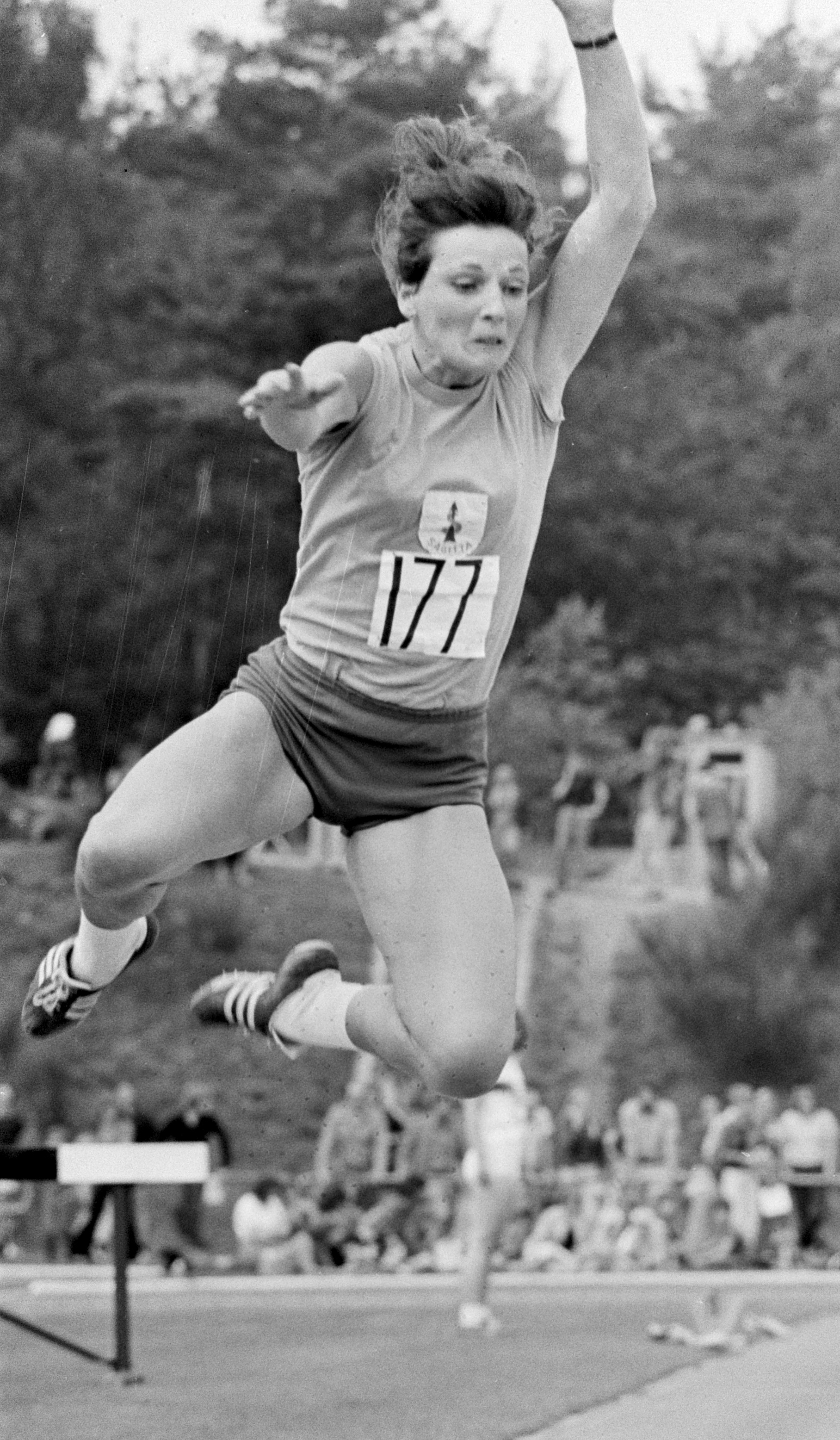
Ciska Jansen – ausgeschieden mit 6,10 m

| Platz | Name                     | Nation           | 1. Versuch (m) Wind (m/s) | 2. Versuch (m) Wind (m/s) | 3. Versuch (m) Wind (m/s) | Resultat (m) |
| 1     | Lidija Alfejewa          | Sowjetunion      | 6,54 / ±0,0               | –                         | –                         | 6,54         |
| 2     | Ildikó Erdélyi           | Ungarn           | 6,24 / +0,2               | 6,42 / ±0,0               | –                         | 6,42         |
| 3     | Diane Jones              | Kanada           | 6,10 / ±0,0               | 6,24 / ±0,0               | 6,28 / ±0,0               | 6,28         |
| 4     | Sue Reeve                | Großbritannien   | 6,17 / ±0,0               | 6,24 / ±0,0               | 6,26 / ±0,0               | 6,26         |
| 5     | Sherron Walker           | USA              | 5,98 / ±0,0               | x                         | 6,20 / ±0,0               | 6,20         |
| 6     | Silvina Pereira da Silva | Brasilien        | 6,13 / ±0,0               | 6,06 / ±0,0               | 6,01 / ±0,0               | 6,13         |
| 7     | Maria Lambrou            | Griechenland     | 6,01 / ±0,0               | x                         | 6,13 / ±0,0               | 6,13         |
| 8     | Ciska Jansen             | Niederlande      | 6,10 / ±0,0               | x                         | 6,02 / ±0,0               | 6,10         |
| 9     | Christa Striezel         | BR Deutschland   | 6,09 / ±0,0               | 6,06 / ±0,0               | 6,07 / ±0,0               | 6,09         |
| 10    | Sumie Awara              | Japan            | 6,04 / ±0,0               | x                         | 5,92 / ±0,0               | 6,04         |
| 11    | Ljudmila Borsuk          | Sowjetunion      | x                         | 4,89 / ±0,0               | 5,98 / ±0,0               | 5,98         |
| 12    | Martha Watson            | USA              | 5,93 / ±0,0               | 5,70 / ±0,0               | 5,83 / ±0,0               | 5,93         |
| 13    | Radojka Francoti         | Jugoslawien      | 5,83 / ±0,0               | 5,82 / ±0,0               | 5,63 / ±0,0               | 5,83         |
| NM    | Eva Šuranová             | Tschechoslowakei | x                         | x                         | x                         | ogV          |
| DNS   | Andrea Bruce             | Jamaika          |                           |                           |                           |              |
| DNS   | Johanna Kleindeter       | Österreich       |                           |                           |                           |              |

## Finale
Datum: 23. Juli 1976, 15:30 Uhr
| Platz | Name                | Nation           | 1. Versuch (m) Wind (m/s) | 2. Versuch (m) Wind (m/s) | 3. Versuch (m) Wind (m/s) | 4. Versuch (m) Wind (m/s)                     | 5. Versuch (m) Wind (m/s)                     | 6. Versuch (m) Wind (m/s)                     | Resultat (m) |
| 1     | Angela Voigt        | DDR              | 6,72 / ±0,0               | x                         | 6,50 / −0,4               | 6,53 / ±0,0                                   | x                                             | 6,57 / −0,1                                   | 6,72         |
| 2     | Kathy McMillan      | USA              | x                         | 6,31 / +0,4               | 6,43 / −0,1               | 6,47 / ±0,0                                   | 6,66 / −0,6                                   | x                                             | 6,66         |
| 3     | Lidija Alfejewa     | Sowjetunion      | 6,46 / −0,6               | x                         | 6,34 / ±0,0               | 6,60 / ±0,0                                   | 6,46 / −0,8                                   | 6,39 / −0,4                                   | 6,60         |
| 4     | Siegrun Siegl       | DDR              | 6,51 / ±0,0               | 6,36 / −1,3               | 6,59 / −0,8               | 4,87 / −0,2                                   | 6,55 / ±0,0                                   | 6,57 / −0,5                                   | 6,59         |
| 5     | Ildikó Erdélyi      | Ungarn           | 6,51 / ±0,0               | 6,51 / ±0,0               | 6,57 / ±0,0               | 6,40 / ±0,0                                   | 6,47 / −0,9                                   | x                                             | 6,57         |
| 6     | Jarmila Nygrýnová   | Tschechoslowakei | 6,04 / −0,2               | 6,15 / ±0,0               | 6,54 / ±0,0               | x                                             | 6,36 / ±0,0                                   | 6,50 / ±0,0                                   | 6,54         |
| 7     | Heidemarie Wycisk   | DDR              | 6,21 / −0,7               | 6,39 / ±0,0               | 6,38 / ±0,0               | x                                             | 6,37 / −0,1                                   | 6,05 / −0,4                                   | 6,39         |
| 8     | Elena Vintilă       | Rumänien         | 6,38 / ±0,0               | 6,36 / ±0,0               | x                         | 6,18 / −0,1                                   | 6,31 / −0,4                                   | x                                             | 6,38         |
|       |                     |                  |                           |                           |                           |                                               |                                               |                                               |              |
| 9     | Sue Reeve           | Großbritannien   | 6,27 / ±0,0               | 6,06 / ±0,0               | x                         | nicht im Finale der besten acht Springerinnen | nicht im Finale der besten acht Springerinnen | nicht im Finale der besten acht Springerinnen | 6,27         |
| 10    | Anikó Milassin      | Ungarn           | 5,88 / ±0,0               | 6,19 / −0,2               | 6,01 / ±0,0               | nicht im Finale der besten acht Springerinnen | nicht im Finale der besten acht Springerinnen | nicht im Finale der besten acht Springerinnen | 6,19         |
| 11    | Diane Jones         | Kanada           | 6,13 / −0,8               | 5,93 / ±0,0               | 6,04 / ±0,0               | nicht im Finale der besten acht Springerinnen | nicht im Finale der besten acht Springerinnen | nicht im Finale der besten acht Springerinnen | 6,13         |
| NM    | Lilijana Panajotowa | Bulgarien        | x                         | x                         | x                         | nicht im Finale der besten acht Springerinnen | nicht im Finale der besten acht Springerinnen | nicht im Finale der besten acht Springerinnen | ogV          |

Im Mai des Olympiajahres hatten zwei DDR-Athletinnen Heide Rosendahls Weltrekord verbessert. Zunächst war Angela Voigt, Vierte der Europameisterschaften 1974 unter ihrem Namen Angela Schmalfeld, 6,92 m weit gesprungen. Zehn Tage später hatte Siegrun Siegl, frühere Siegrun Thon, den Rekord auf 6,99 m gebracht. Damit waren diese beiden hier in Montreal favorisiert für das olympische Gold. Weitere Medaillenanwärterinnen waren eigentlich auch die beiden Erstplatzierten der letzten Europameisterschaften, Ilona Bruzsenyák aus Ungarn und die Tschechoslowakin Eva Šuranová. Doch beide präsentierten sich weit unter ihrer Normalform und schieden bereits in der Qualifikation aus. Die Leistungen in diesen Ausscheidungsspringen waren insgesamt wenig überzeugend. Der weiteste Sprung gelang Lidija Alfejewa aus der UdSSR mit gerade einmal 6,54 m. Nur sechs Springerinnen erreichten die eigentliche Qualifikationsweite von 6,30 m.
Im Finale setzte sich bereits in der ersten Runde Mitfavoritin Voigt mit 6,72 m an die Spitze des Feldes. Siegl und die Ungarin Ildikó Szabó folgten gleichauf – beide hatten zunächst 6,51 m zu Buche stehen. Im vierten Durchgang verbesserte sich Alfejewa mit 6,60 m auf Platz zwei, doch in ihrem fünften Versuch konterte die US-Springerin Kathy McMillan mit 6,66 m und verdrängte Alfejewa auf Rang drei. Das war schon der Endstand, im letzten Durchgang änderte sich nichts mehr an dieser Reihenfolge. Angela Voigt wurde Olympiasiegerin vor Kathy McMillan und Lidija Alfejewa. Weltrekordlerin Siegrun Siegl, die zwei Tage später in einem dramatischen Wettkampf Olympiasiegerin im Fünfkampf werden sollte, musste sich hier mit Platz vier vor Ildikó Szabó zufriedengeben. Das Niveau war insgesamt etwas schwächer als bei den beiden vorausgegangenen Olympischen Spielen 1968 in Mexiko-Stadt und 1972 in München. So blieb auch Viorica Viscopoleanus olympischer Rekord von 6,82 m aus dem Jahre 1968 unangetastet.
Angela Voigt errang den ersten Olympiasieg der DDR im Weitsprung der Frauen.

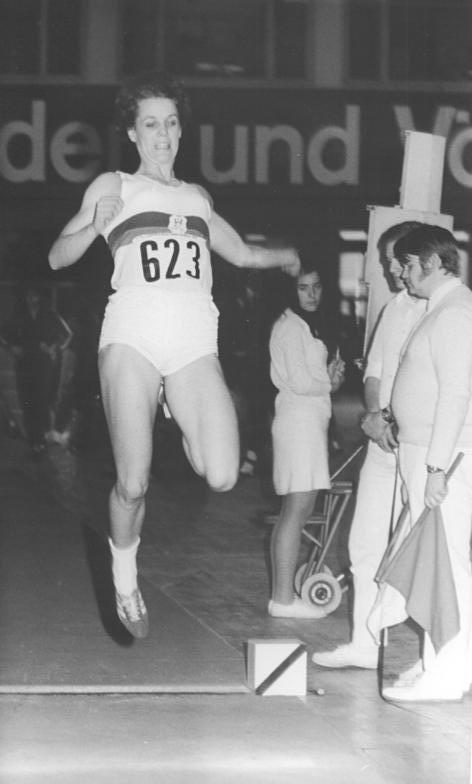
Olympiasiegerin Angela Voigt, frühere Angela Schmalfeld
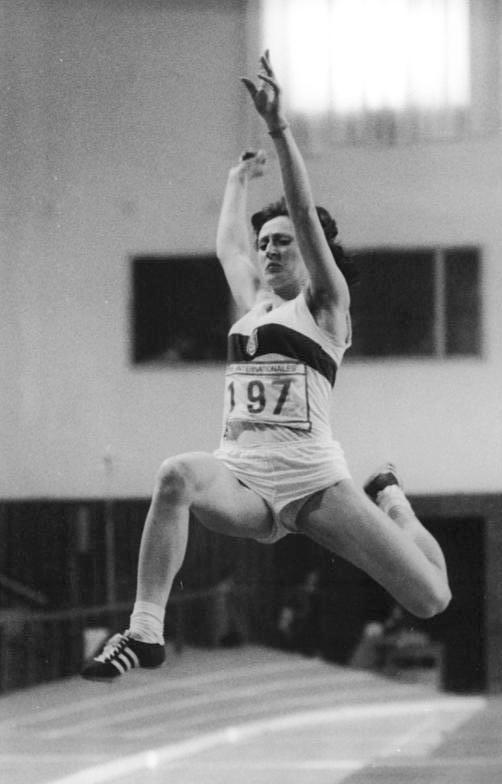
Heidemarie Wycisk erreichte Platz sieben